# 美麗 (歌手)
美麗（1972年6月1日—），本名黃氏日儷（Hoàng Thị Nhật Lệ），越南女歌手。美麗出生在廣平省一個音樂家庭，父母給予了音樂薰陶。曾在順化音樂學院學習大提琴。1997年在胡志明市出道。成名于节目《Duyên Dáng Việt Nam 5》。
2005年，美麗嫁給一個商人家庭，育有2個女兒。